# 칠로에섬

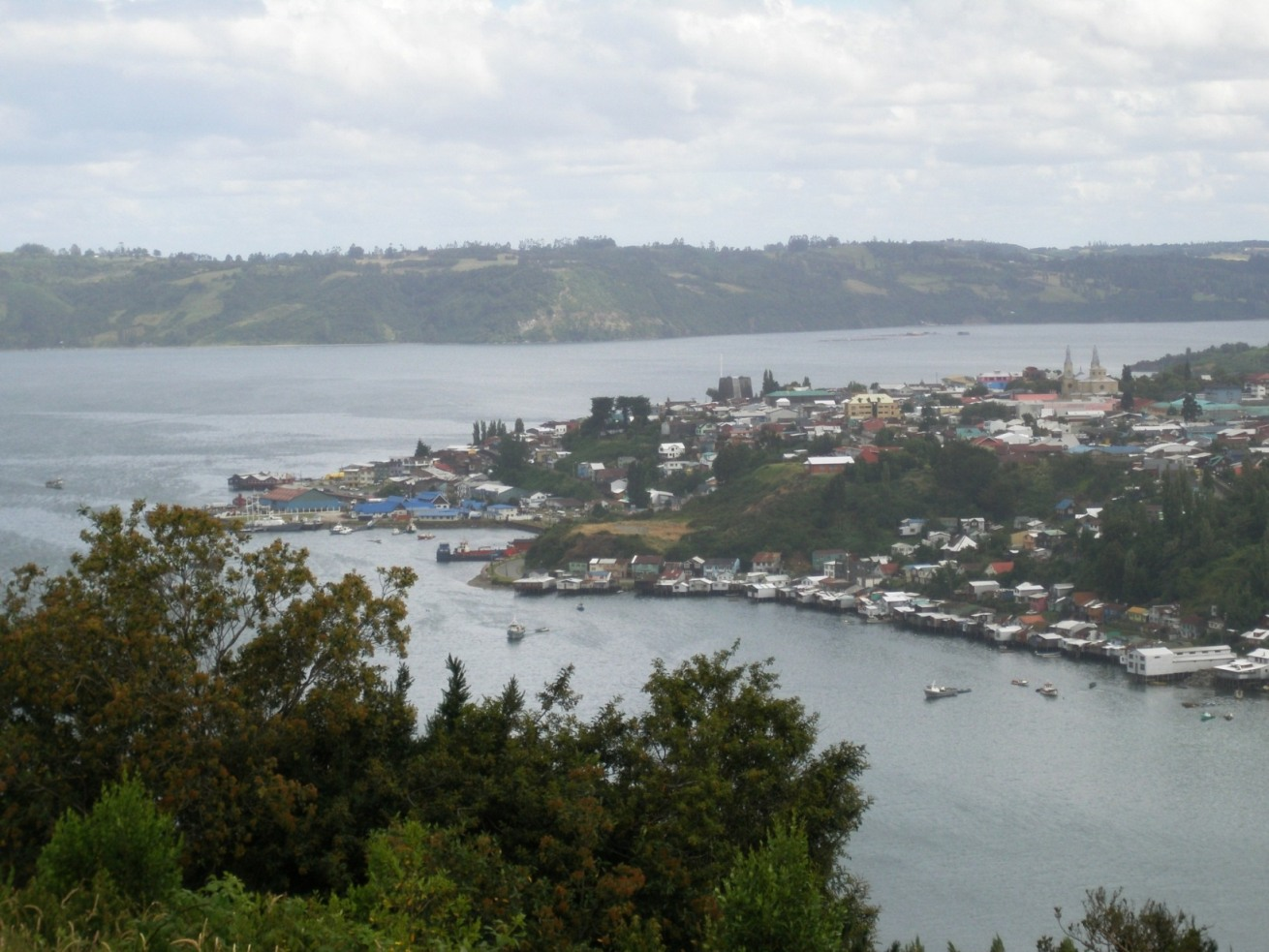
칠로에섬

칠로에섬 칠로에, 남쪽의 중앙 칠레에 있는 섬으로 칠로에 제도의 섬 중 가장 크다. 이 섬은 북쪽에서 남쪽으로 180 킬로미터의 길이 50 킬로미터의 평균 폭을 갖는다. 지역은 약 9천킬로미터이다.

## 같이 보기
- 칠로에섬 교회군